# شهر پومپئی
شهر پومپئی (به ایتالیایی: Pompei) یک کومونه در ایتالیا است که در استان ناپل واقع شده‌است.

## خصوصیات
شهر پومپئی ۱۲ کیلومترمربع مساحت و ۲۵٬۶۷۱ نفر جمعیت دارد.

## خواهرخوانده
شهرهای شی‌آن و نوتو خواهرخوانده‌های شهر پومپئی هستند.

## نگارخانه

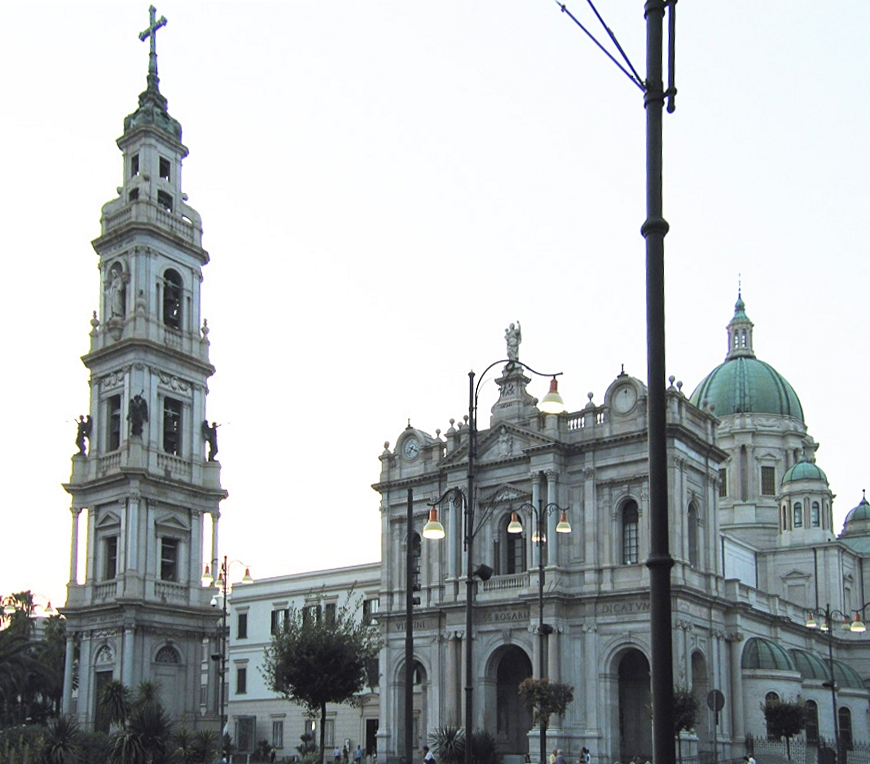
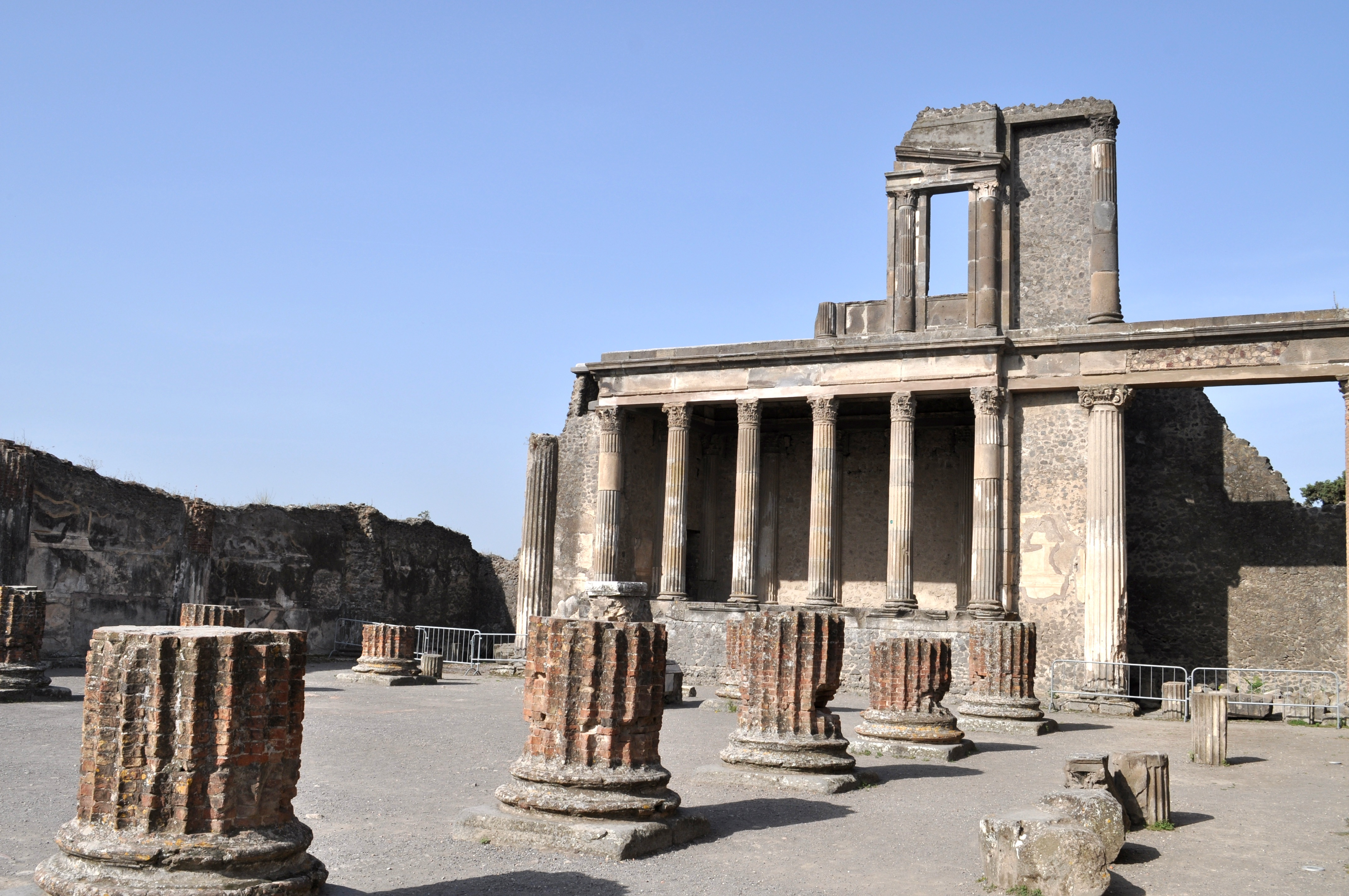
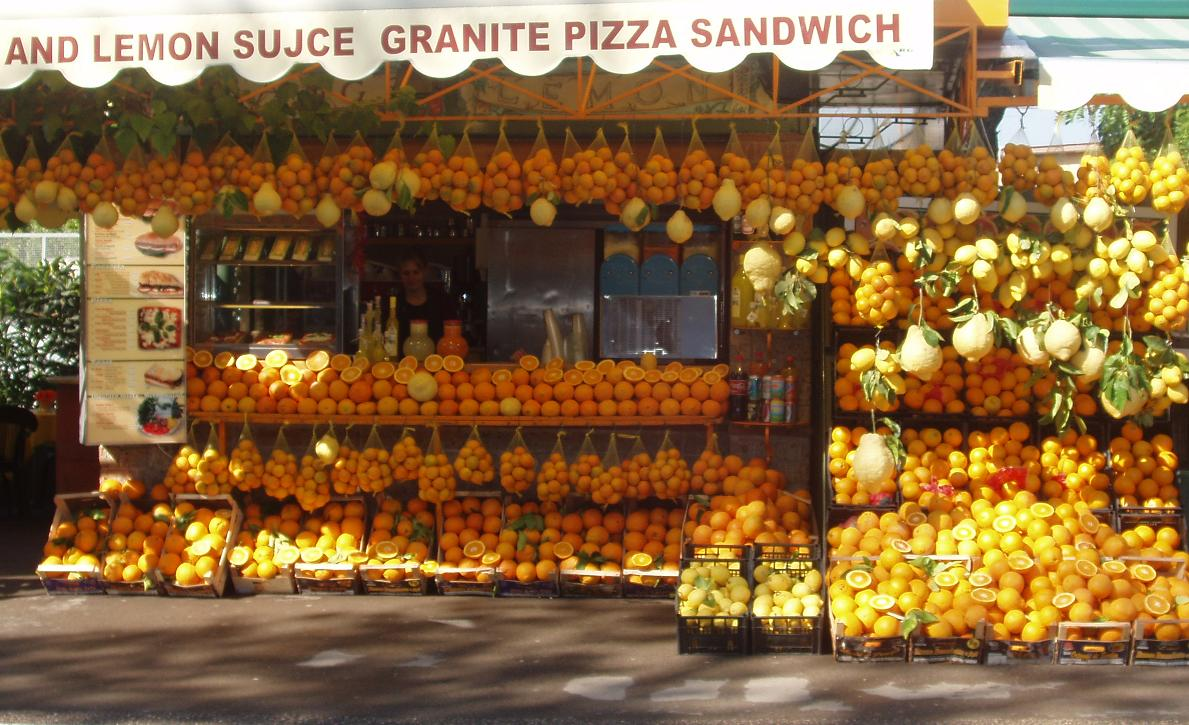
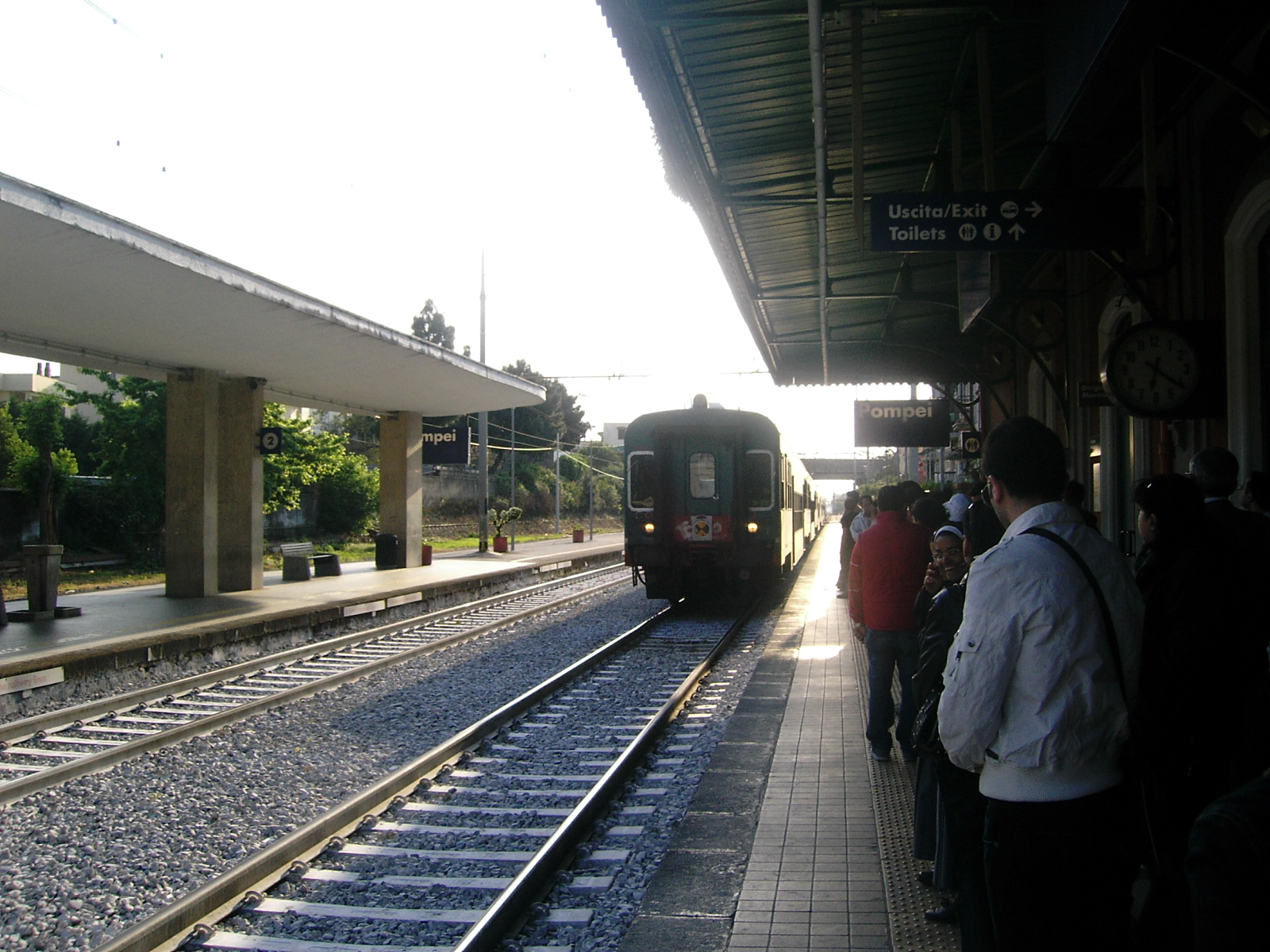